# الایجا مک‌کوی
الایجا مک‌کوی (انگلیسی: Elijah McCoy؛ ۲ مه ۱۸۴۴ – ۱۰ اکتبر ۱۹۲۹) مهندس و مخترع اهل کانادا بود. وی سیستم روان‌کاری موتور بخار را اختراع کرد.
او که آزادانه در ساحل انتاریو دریاچه ایری از پدر و مادری که از بردگی در کنتاکی گریخته بودند به دنیا آمد، در کودکی به ایالات متحده سفر کرد که خانواده اش در سال ۱۸۴۷ بازگشتند و مقیم و شهروند ایالات متحده شدند. اختراعات و دستاوردهای او در سال ۲۰۱۲ زمانی که اداره ثبت اختراع و علائم تجاری ایالات متحده اولین دفتر منطقه ای خود را در دیترویت، میشیگان، «اداره ثبت اختراع منطقه ای میدوست » الیجا جی مک کوی نامگذاری کرد، مورد تقدیر قرار گرفت.

## زندگی
وقتی الیجا مک کوی به میشیگان رسید، فقط به عنوان آتش‌نشان و نفتکش در راه‌آهن مرکزی میشیگان کار پیدا کرد. مک کوی در یک ماشین‌فروشی خانگی در یپسیلانتی، کارهای بسیار ماهرانه‌تری مانند توسعه پیشرفت‌ها و اختراعات را نیز انجام داد. او یک روان‌کننده خودکار برای روغن کاری موتورهای بخار لوکوموتیوها و کشتی‌ها اختراع کرد و آن را در سال ۱۸۷۲ به عنوان «بهبود روان‌کننده‌ها برای موتورهای بخار» ثبت اختراع کرد (اختراع ۱۲۹۸۴۳ ایالات متحده).
روغن‌های اتوماتیک مشابه قبلاً توسط او ثبت اختراع شده بود. یکی روان‌کننده جابجایی است که قبلاً به‌طور گسترده مورد استفاده قرار گرفته بود و نوادگان فناوری آن تا قرن بیستم به‌طور گسترده مورد استفاده قرار می‌گرفتند. روغن‌کارها برای راه‌آهن‌ها موهبتی بودند، زیرا قطارها را قادر می‌کردند سریع‌تر و سودآورتر حرکت کنند و نیاز کمتری به توقف برای روغن‌کاری و نگهداری داشته باشند. در سال ۱۸۹۹، اداره آمار کار و صنعتی میشیگان گزارش داد که روانکار McCoy تقریباً در تمام راه‌آهن‌های آمریکای شمالی استفاده می‌شود.
مک کوی به اصلاح دستگاه‌های خود و طراحی دستگاه‌های جدید ادامه داد و در نشریات آن زمان از جمله روزنامه راه‌آهن مورد توجه قرار گرفت. بیشتر پتنت‌های او مربوط به سیستم‌های روان‌کاری بود، از جمله یک حق اختراع دیگر در سال ۱۸۹۸ که یک لوله شیشه‌ای «تغذیه بینایی» برای نظارت بر میزان تحویل روان‌کننده اضافه کرد (اختراع ایالات متحده ۶۱۴۳۰۷).
پس از پایان قرن، او توجه هم‌عصران سیاه‌پوست خود را به خود جلب کرد. بوکر تی واشینگتن، در داستان سیاهپوستان (۱۹۰۹)، او را به عنوان ثبت اختراع بیش از هر مخترع سیاه‌پوست دیگری تا آن زمان تشخیص داد. این خلاقیت به مک کوی موقعیت افتخاری در جامعه سیاه پوستان داد که تا به امروز ادامه دارد. او تا اواخر عمر به اختراع ادامه داد و ۵۷ اختراع ثبت کرد. بیشتر مربوط به روغن کاری است، اما سایرین نیز شامل یک میز اتو تاشو و یک آب پاش چمن هستند. او به دلیل نداشتن سرمایه ای که بتواند با آن روان‌کننده‌های خود را به تعداد زیاد تولید کند، معمولاً حقوق ثبت اختراع خود را به کارفرمایان خود واگذار می‌کرد یا آنها را به سرمایه گذاران می‌فروخت. در سال ۱۹۲۰، نزدیک به پایان کار خود، او شرکت تولیدی الیجا مک کوی را تشکیل داد.